# Gostmił
Gostmił – staropolskie imię męskie, złożone z członów Gost- ("gość, gościowi, gościom") i -mił ("miły"). Mogło ono oznaczać "lubiany przez gości".
Gostmił imieniny obchodzi 4 czerwca.